# Austroassiminea letha
Austroassiminea letha là một loài ốc nhỏ sống ở đầm ngập mặn s là động vật thân mềm chân bụng trong họ Assimineidae. Đây là loài đặc hữu của Úc.